# Gnesta-Kalle

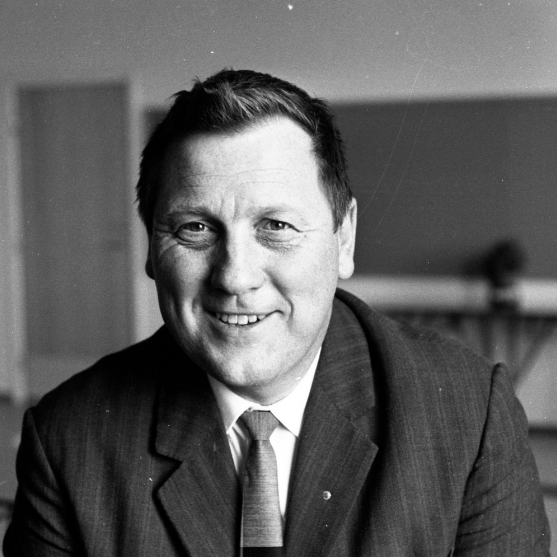
Gnesta-Kalle 1967

Edvin Gnestadius, mais conhecido como Gnesta-Kalle (29 de setembro de 1927 - 18 de dezembro de 2010), foi um músico, produtor e apresentador de televisão e rádio sueco. Ele era acordeonista.